# Klassförbund
Klassförbund är ett förbund för en typ (klass) av segelbåt. Ett klassförbund hanterar klassregeln som gäller för förbundets båttyp. Förbunden finansieras vanligtvis med årsavgifter från medlemmarna. Förbunden är inblandade i anordning av tävlingar för klassen, exempelvis RM och SM. Många förbund har också en egen tidning samt webbplats.

## Klassförbund som är medlemmar hos Svenska Seglarförbundet

### Brädor
- Svenska Vindsurfingförbundet

### Centerbordsjollar
- 14 Fot One Design förbundet
- 29er förbundet
- 420 förbundet
- 470 förbundet
- 49er förbundet
- 505 förbundet
- E-jolleförbundet
- Finnjolleförbundet
- Laserförbundet
- Mirroreskadern
- Mothförbundet
- Ok-jolleförbundet
- Optimistjolleförbundet
- RS aero
- RS Feva
- RS Tera
- Snipeförbundet
- Trissjolleförbundet
- Tvåkroneförbundet
- Zoom 8 klassförbundet

### Flerskrovsbåtar
- A-katamaranförbundet
- STCS Swedish Catamaran and Trimaran Sailors
- F18 förbundet för F18 Capricorn
- Hobie Cat förbundet
- Tornadoförbundet

### Kölbåtar
- 11 Metre One Design
- 2.4mr förbundet
- 5m förbundet
- 606 förbundet
- 6mr förbundet
- Accentförbundet
- Albin 78 förbundet
- Balladklubben
- Beneteauklubben
- Birdieklubben
- C 55-förbundet
- Carreraförbundet
- Cb66 förbundet
- Comfort Comfortina förbundet
- Compisseglarna
- Contrastförbundet
- Cumulusförbundet
- Divaförbundet
- Drakklubb
- Expresseglare
- Folkbåtsförbundet
- H-båtsförbundet
- Svenska Havskappseglingsförbundet
- If Båtsförbundet
- J/105 förbundet
- J/24 förbundet
- J/80 förbundet
- Kosterbåtsförbundet
- Lady Helmsmanklubben
- Linjettförbundet
- M-båtsförbundet
- Maxi 77 förbundet
- Maxi 95 förbundet
- Maxi Racer förbundet
- Neptunkryssarförbundet
- Nordisk Familjebåtsförbundet
- Nordisk Kryssare 5½
- Novaförbundet
- Omega 42 Sällskapet
- Rapidförbundet
- Rb 111 - seglare
- Rival 22 förbundet
- RJ 85 förbundet
- S 30 förbundet
- Safirförbundet
- Scampiförbundet
- Scanmarförbundet
- Shipman 28 förbundet
- Skärgårdskryssareförbundet
- Smaragdförbundet
- Solingförbundet
- Starbåtsförbundet
- Stratusförbundet
- Sveakryssarföreningen
- Vegaklubben
- Viggenklubben
- Virus 20
- X-35 förbundet
- X-79 klubben
- X-99 klubben
- Ynglingförbundet

### Modellbåtar
- Modellseglarförbundet